# Abraham van den Tempel

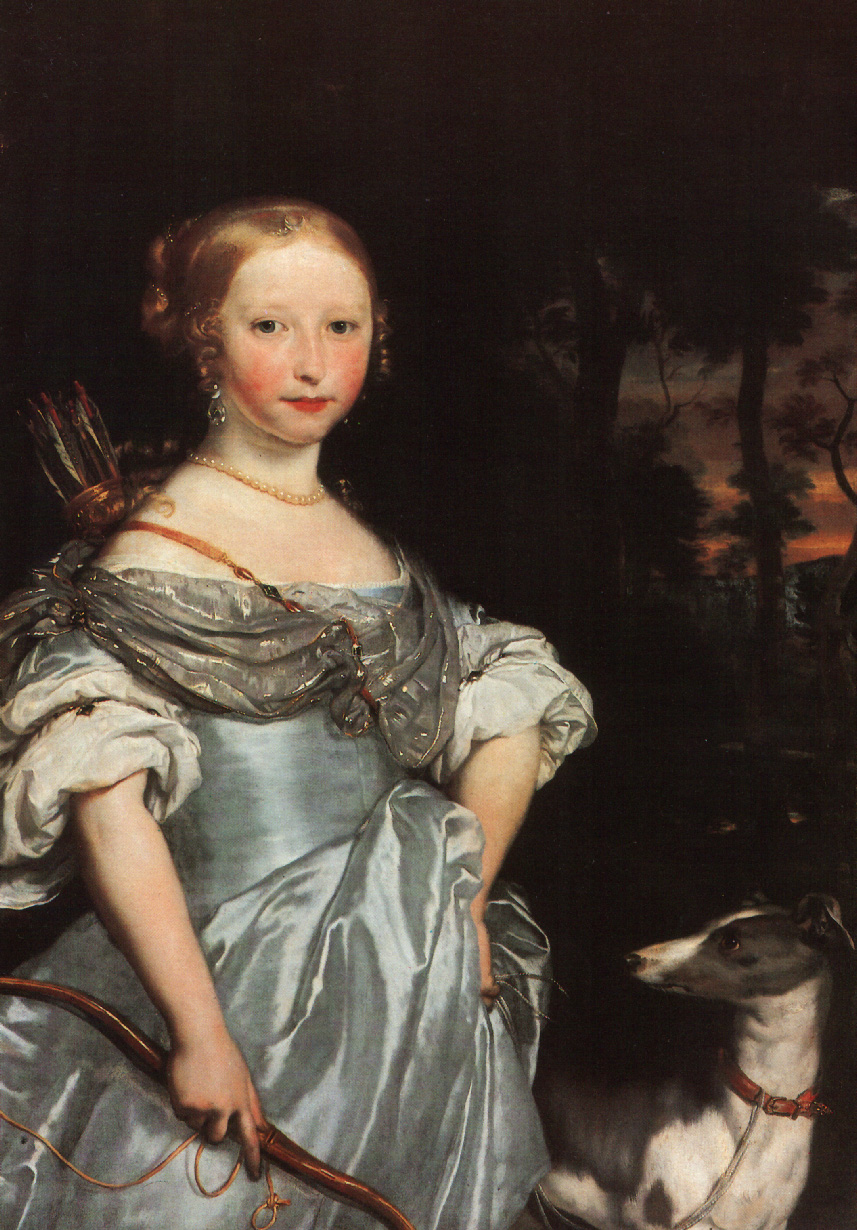
Abraham van den Tempel, Portret młodej kobiety jako Diany (1669)

Abraham Lambertsz. van den Tempel (ur. ok. 1622 w Leeuwarden, zm. 4 października 1672 w Amsterdamie) – holenderski malarz okresu baroku.

## Życiorys
Początkowo uczył się malarstwa u swego ojca Lamberta Jacobszoona, a po jego śmierci w 1636 wyjechał do Amsterdamu i kontynuował naukę u Jacoba Backera. W 1647 osiadł w Lejdzie, gdzie się ożenił i podjął pracę w wytwórni sukna. W 1648 został uczniem malarza Jorisa van Schootena. W tym samym roku został współzałożycielem gildii św. Łukasza w Lejdzie, w której był oficjelem (pełniącym funkcje zarządzające) w latach 1657 i 1658 oraz dziekanem w 1659. W lutym 1653 został studentem matematyki na Uniwersytecie Lejdejskim. W 1660 przeniósł się do Amsterdamu, gdzie pozostał do śmierci.

## Twórczość
W swoich wczesnych obrazach biblijnych i alegorycznych wzorował się na twórczości Backera. Później zajął się przede wszystkim malarstwem portretowym, gdzie wyraźnie widoczny jest wpływ Bartholomeusa van der Helsta oraz lejdejskich, haarlemskich i amsterdamskich malarzy klasycystów. Jednak z czasem artysta wypracował swój własny styl, a jego obrazy należą do najlepszych portretów holenderskich trzeciej ćwierci XVII wieku.
Malował portrety indywidualne (Portret wdowy po admirale van Balenie, 1670), pendanty (Portret Pietera de la Court i jego drugiej żony Cathariny van der Voort, 1667) i portrety zbiorowe (David Leeuw z rodziną, 1671). Charakterystyczna w tych portretach jest ich klasycyzacja, widoczna w kompozycji, statycznych pozach i wystudiowanych gestach, wyrafinowanej kolorystyce oraz eleganckim wykonaniu detali, szczególnie tkanin.
Uczniami van den Templa byli m.in. Frans van Mieris (starszy), Ary de Vois, Michiel van Musscher i Carel de Moor.

## Wybrane dzieła
- Minerwa koronująca personifikację Lejdy (1650) – Museum De Lakenhal, Lejda
- pendant Portret Pietera de la Court i jego drugiej żony Cathariny van der Voort (1667) – Rijksmuseum, Amsterdam
- Albertine Agnes van Nassau z dziećmi (1668) – Fries Museum, Leeuwarden
- Portret młodej kobiety jako Diany (1669) – Muzeum Pałacu Króla Jana III w Wilanowie, Warszawa
- Portret wdowy po admirale van Balenie (1670) – Ermitaż, Petersburg
- Dawid Leeuw z rodziną (1671) – Rijksmuseum, Amsterdam
- Portret Jana van Amstel i jego żony Anny Boxhoorn (1671) – Museum Boijmans Van Beuningen, Rotterdam
- Hendrick van Westerhout – Gemäldegalerie, Berlin

## Galeria

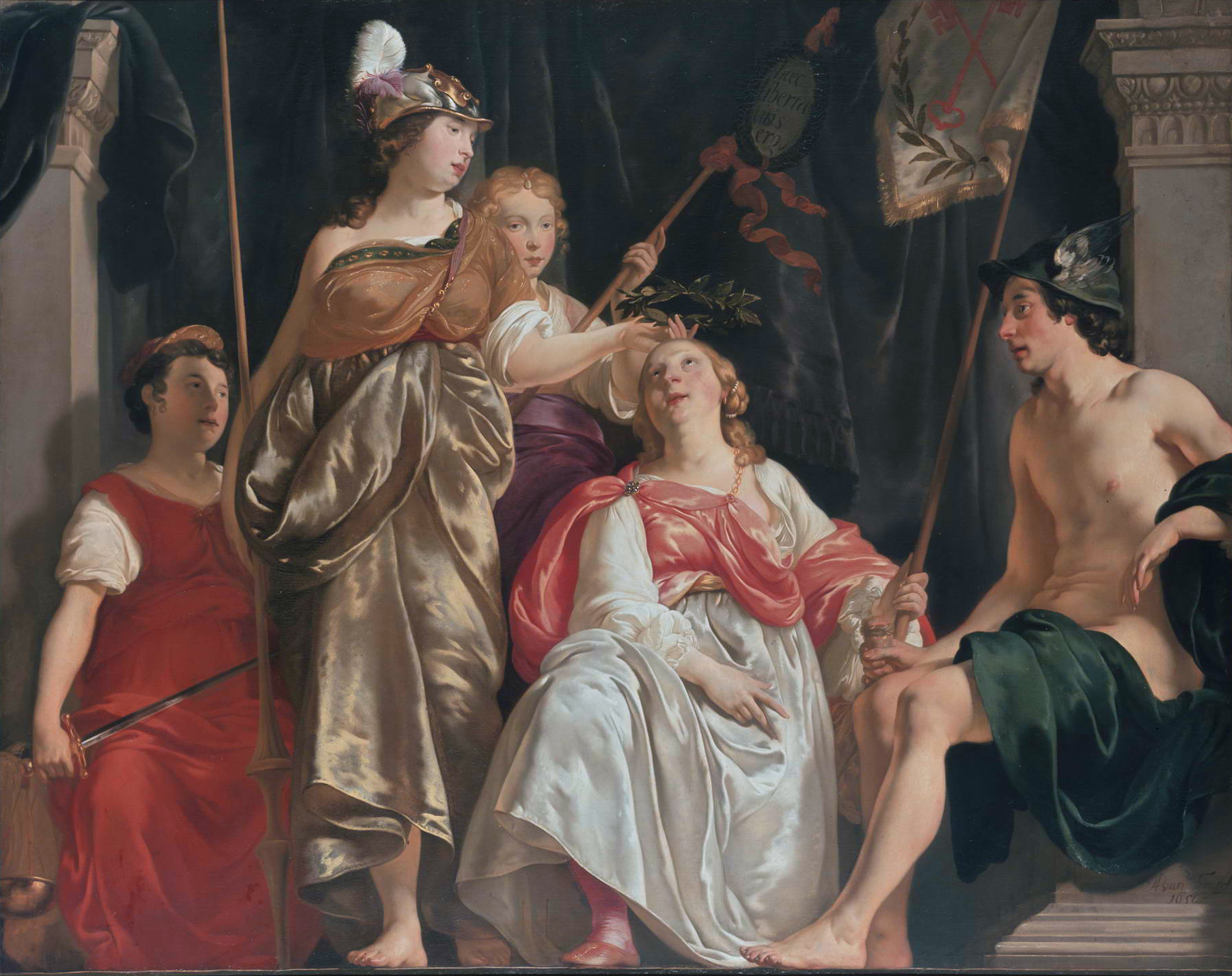
Minerwa koronująca personifikację Lejdy
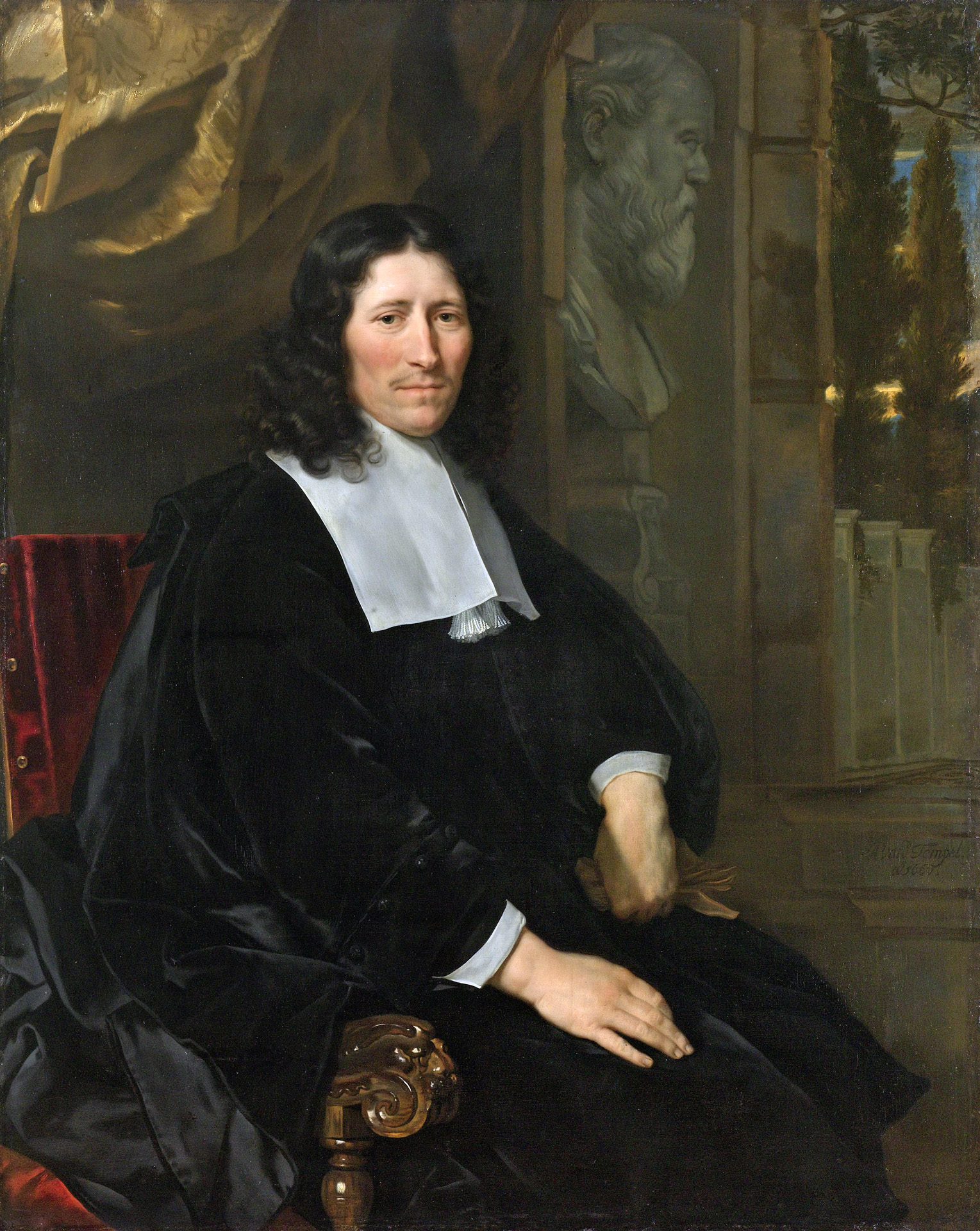
pendant Pieter de la Court
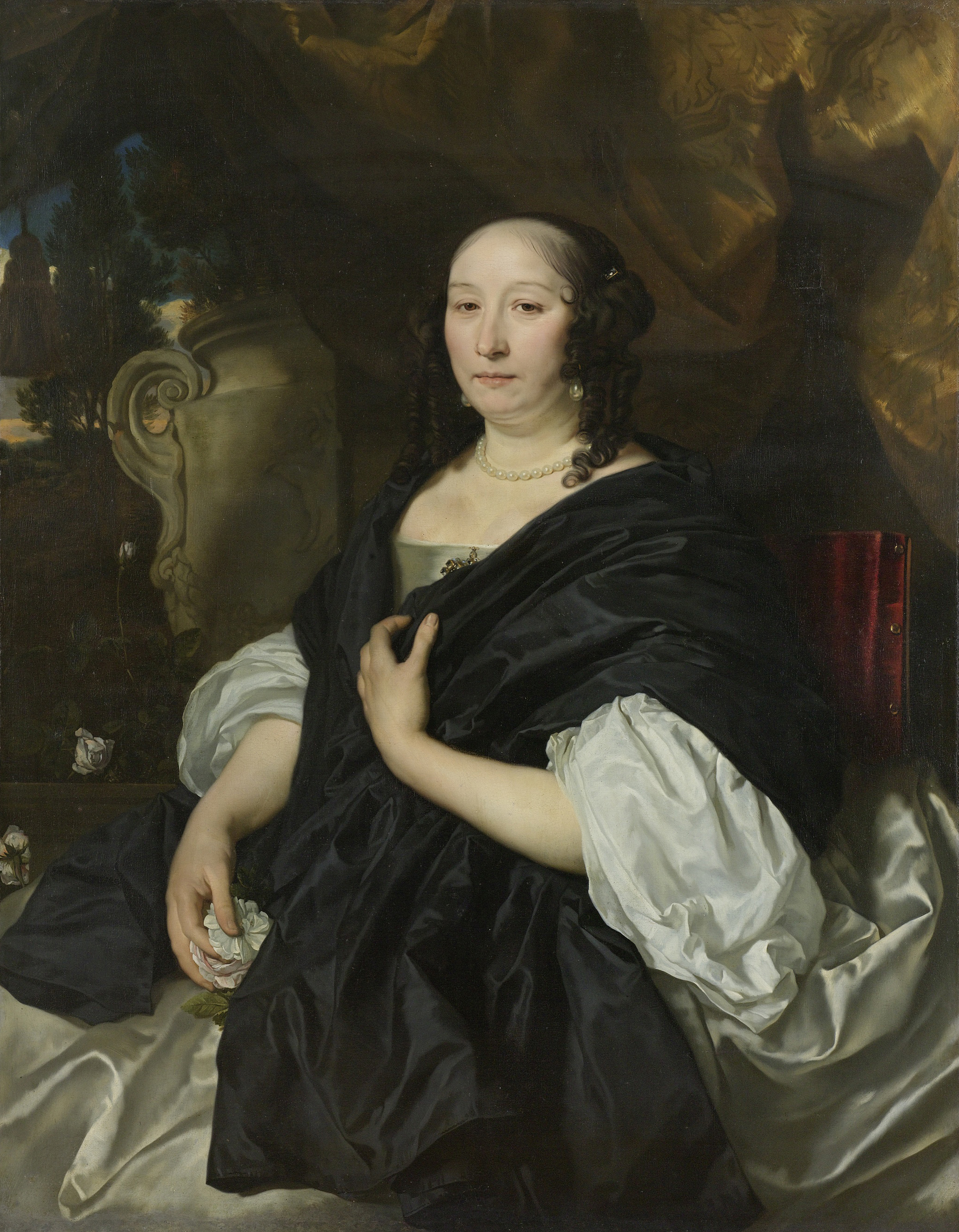
pendant Catharina van der Voort
Portret wdowy po admirale van Balenie
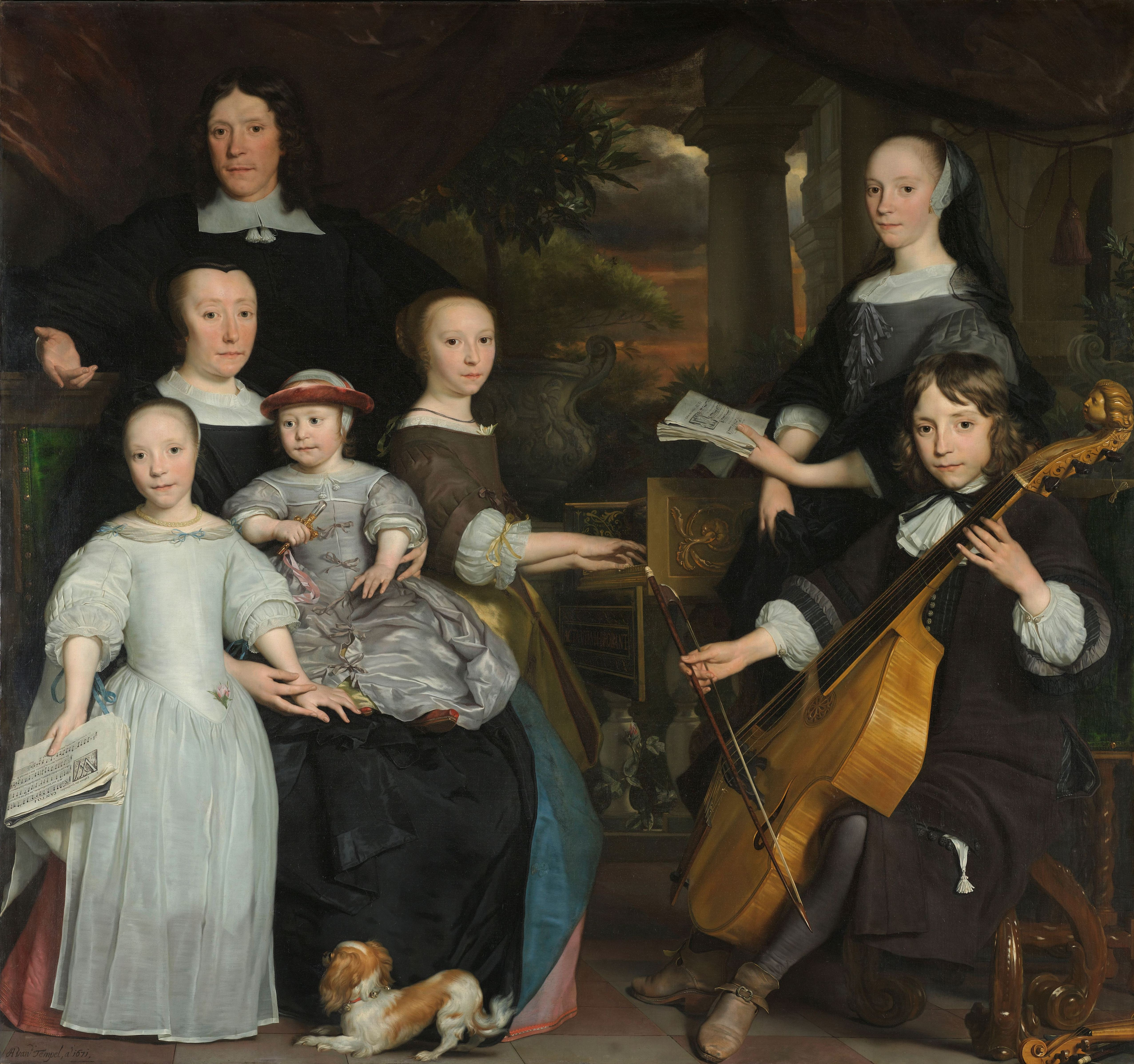
Dawid Leeuw z rodziną
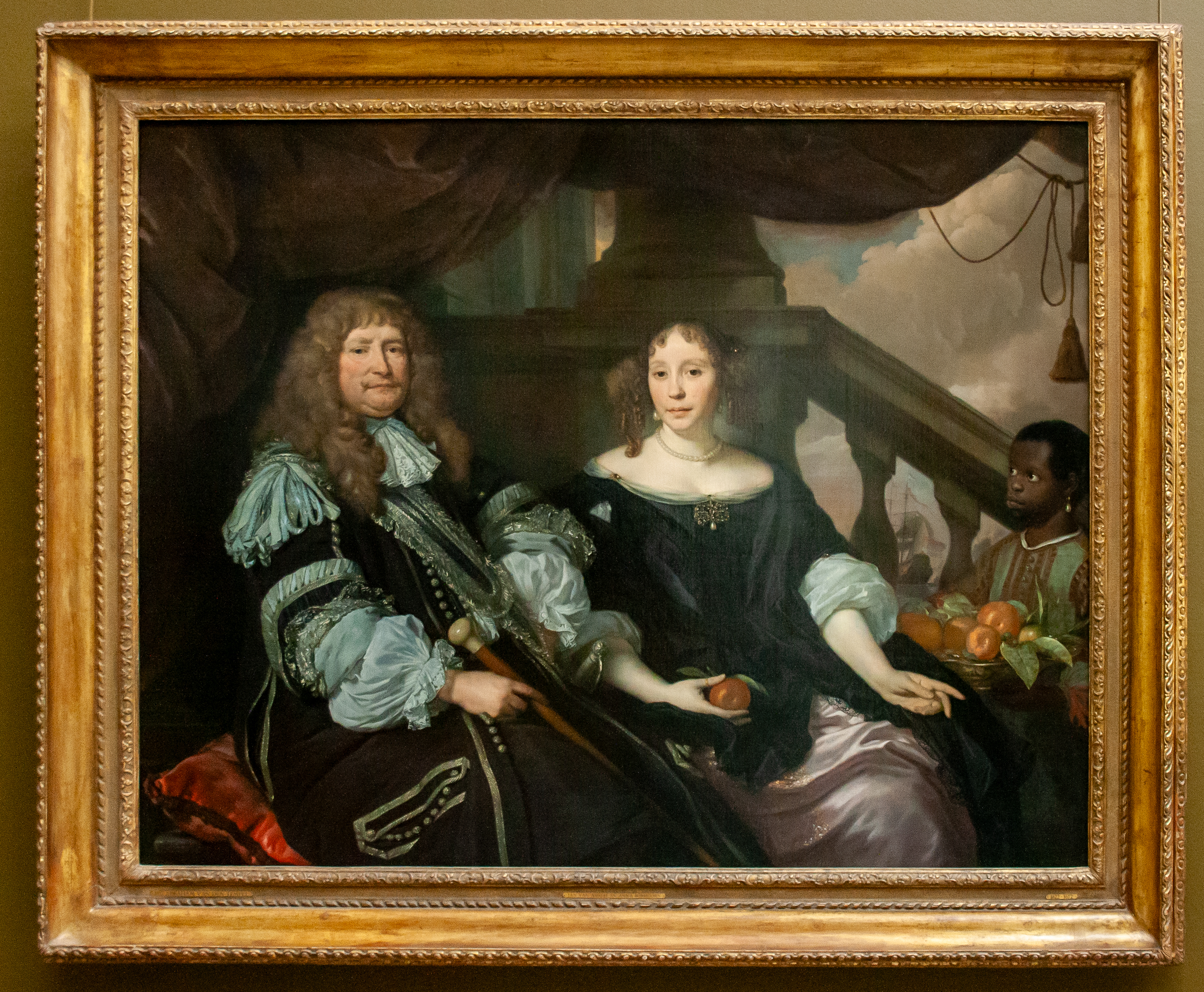
Portret Jana van Amstel i jego żony Anny Boxhoorn